# Morca-della
La morca-della o morca-dellová omáčka /'mɔrka-delɔʋaː ɔmaːtʂka/, conosciuto commercialmente come Morca-Della, è un sugo di carne e soia per spaghetti. È un prodotto termosterilizzato e prodotto principale della fabbrica di conserve Tatrakon a Poprad dal marzo 1985.